# キャンパス・ウォッチ
キャンパス・ウォッチ（英語: Campus Watch）はアメリカ合衆国の親イスラエル・新保守主義系シンクタンク・中東フォーラムのプロジェクトの一つ。設立者はダニエル・パイプスで、現在の責任者はウィンフィールド・マイヤーズ。2002年、アメリカ合衆国・ペンシルベニア州のフィラデルフィアに設立された。
キャンパス・ウォッチによれば、同プロジェクトは「北米における中東研究についてその改善を目的として検討・批判する」。また、プロジェクトはさらに「言論と行動へコメントすること自体の自由を主張し、それについて議論する言論の自由を完全に尊重する」としている。

## 歴史
2002年、中東フォーラムはキャンパス・ウォッチを開始。同組織のアメリカの諸大学における中東学教育における問題として以下の5つの問題を設定している。すなわち、「分析の誤り、政治と学問の混同、異なる見解への不寛容、護教論、学生に対する権力の濫用」である。
はじめ、キャンパス・ウォッチは学生に対して、教員、書籍、カリキュラムについてのレポートの提出を推奨した。このため、一部の教授はキャンパス・ウォッチを「マッカーシズム的」脅迫であると非難。さらに100名以上の研究者が、キャンパス・ウォッチへの抗議として、レポート対象となるリストに追加するよう求めた。結果的に、キャンパス・ウォッチはウェブサイトからリストを削除している。

## 批判
キャンパス・ウォッチは、アメリカ学界におけるいかなるイスラエル批判をも抑圧する試みであると批判されている。
コロンビア大学中東研究所長で、キャンパス・ウォッチにおいて批判の標的となっているラシード・ハリーディー（Rashid Khalidi）は次のように述べている。
当時スタンフォード大学教授（中東史）で、現在カイロ・アメリカン大学中東研究部長のジョエル・ベイニン（Joel Beinin）はいう。
2006年3月には、政治学者ジョン・ミアシャイマーとスティーヴン・ウォルトが『イスラエル・ロビーとアメリカ外交政策』で次のように述べている。キャンパス・ウォッチは、情熱的な「親イスラエル・新保守主義者2名」によって設立された。イスラエルに対して敵対的と思われるコメントや行動について、学生によるレポートを推奨する意図をもってのものである。そのうえで「明白にブラックリストを作成し、研究者を脅かすものである」としている。

## 註
1. 1 2  McNeil, Kristine (2002年11月11日). “The War on Academic Freedom”. ネイション (雑誌) 2025年3月24日閲覧。
2. ↑  “Mission Statement”.   CampusWatch.org. 2007年10月20日閲覧。
3. ↑  “About Campus Watch”.   Campus Watch. 2007年11月28日閲覧。
4. ↑  Schevitz, Tanya (2002年9月8日). “Professors Want Own Names Put on Mideast Blacklist”. San Francisco Chronicle 2007年11月28日閲覧。
5. ↑  Schevitz, Tanya (2002年10月3日). “Dossiers' Dropped from Web Blacklist”. San Francisco Chronicle 2007年11月28日閲覧。
6. ↑  Hussam, Ayloush (2002年12月1日). “Column a Slur on Muslim Community”.  Orange County Register. 2007年11月28日閲覧。
7. ↑  Green, David (2005年5月15日). “Zionism vs. Intellectual Freedoms on American College Campuses”.  ZNet. 2007年11月12日閲覧。
8. ↑  Roy, Sara (2005-04-01). “Short Cuts”. London Review of Books 2007年11月12日閲覧。.
9. ↑  Strindberg, Anders (2004年2月2日). “The New Commissars”.  The American Conservative. 2007年11月12日閲覧。
10. ↑  “ADC Denounces New Efforts to Chill Academic Freedom (Press Release)”.  Arab Americans Anti-Discrimination Committee (2002年9月26日). 2007年11月12日閲覧。
11. ↑  Beinin, Joel (2003). “The Israelization of American Middle East Policy Discourse”. Social Text 21 (2):  125-39.
12. ↑  Mearsheimer, John; スティーヴン・ウォルト (2007). The Israel Lobby and U.S. Foreign Policy. Farrar, Straus and Giroux. ISBN 0374177724